# Nadżerka szyjki macicy

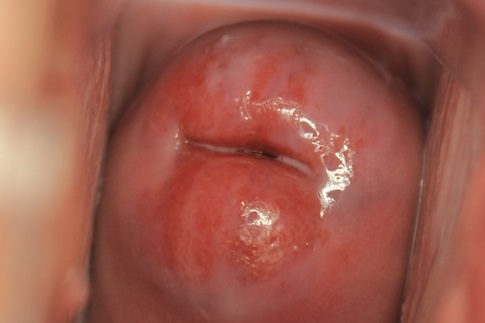
Nadżerka szyjki macicy

Nadżerka szyjki macicy – ubytek nabłonka lub błony śluzowej w szyjce macicy.

## Nadżerka rzekoma (ektopia)
Niewłaściwe, dawniej używane określenie fizjologicznej obecności nabłonka gruczołowego kanału szyjki na tarczy części pochwowej szyjki. Stan ten najczęściej nie daje żadnych objawów i nie wymaga żadnego leczenia. Prawidłowe rozpoznanie wymaga wykonania badania cytologicznego i kolposkopii. Nieuzbrojonym okiem lekarz stwierdza zaczerwienienie na tarczy części pochwowej. Właściwym i jedynym określeniem takiego stanu powinno być erytroplakia (gr. "czerwona plamka").  
Ektopia, czyli przemieszczenie lub wywinięcie nabłonka kanału szyjki macicy (nabłonek walcowaty) w okolice zewnętrznego ujścia szyjki macicy pokrytego nabłonkiem wielowarstwowym płaskim powinna być stwierdzana jedynie po wykonaniu pełnego badania kolposkopowego. Stan ten jak napisano powyżej nie wymaga żadnego leczenia.

## Nadżerka prawdziwa
Widoczny ubytek nabłonka (wielowarstwowego płaskiego lub walcowatego) na powierzchni pochwowej szyjki macicy.